# 乌巴伊拉
乌巴伊拉（葡萄牙語：Ubaíra）是巴西巴伊亚州的一个市镇。总面积762.404平方公里，总人口20439人，人口密度26.8人/平方公里。